# Xysticus austrosibiricus
Xysticus austrosibiricus is een spinnensoort uit de familie van de krabspinnen (Thomisidae).
De wetenschappelijke naam van de soort werd in 1998 gepubliceerd door Dmitri Viktorovich Logunov & Joeri Michailovitsj Maroesik.